# Локов
 Тази статия е за селото в Северна Македония.  За селото в Егейска Македония със старо име Локово, вижте Петра (дем Катерини).  
Локов (на македонска литературна норма: Локов) е село в Северна Македония, в община Струга.

## География
Селото е разположено в областта Малесия, в западните поли на планината Караорман.

## История
В XIX век Локов е българско село в Охридска каза на Османската империя. В „Етнография на вилаетите Адрианопол, Монастир и Салоника“, издадена в Константинопол в 1878 година и отразяваща статистиката на населението от 1873 година, Локва (Lokva) е посочено като село с 25 домакинства, като жителите му са 75 българи.
Според статистиката на Васил Кънчов („Македония. Етнография и статистика“) в 1900 година Локово има 320 жители българи християни.
На Етнографската карта на Битолския вилает на Картографския институт в София от 1901 година Локуф (Локва) е чисто българско село в Охридската каза на Битолския санджак с 30 къщи.
Цялото християнско население на селото е под върховенството на Българската екзархия. По данни на секретаря на екзархията Димитър Мишев („La Macédoine et sa Population Chrétienne“) в 1905 година в Локов има 320 българи екзархисти.
При избухването на Балканската война в 1912 година 1 човек от Локово е доброволец в Македоно-одринското опълчение.
Според преброяването от 2002 година селото е без жители.
В селото има църкви „Свето Възнесение Христово“ („Свети Спас“), „Света Петка“ и „Свето Преображение“, чийто темелен камък е осветен и поставен на 19 август 1994 година от митрополит Тимотей Дебърско-Кичевски.

## Личности
Родени в Локов
- Атанас Йонов Трифунов, български революционер от ВМОРО[8]
- Богдан Блажев Тасев, български революционер от ВМОРО[8]
- Марко Блажев, български революционер от ВМОРО[9]
- Павле Силянов Марков, български революционер от ВМОРО[10]
- Юрдан, български революционер от ВМОРО, войвода на селската чета от Локов през Илинденско-Преображенското въстание[11]